# デイル・ベッグ＝スミス
デイル・ベッグ=スミス（Dale Begg-Smith、1985年1月18日 - ）は、カナダのブリティッシュコロンビア州バンクーバー出身で、オーストラリアへ移住したオーストラリア国籍のモーグルスキーヤーである。

## 経歴
1996-1997シーズンに12歳でノースアメリカンカップに出場。2000-2001シーズンに15歳でカナダの代表としてワールドカップに出場するが、スキーの活動資金を稼ぐ為もあって13歳の頃からIT系の会社も経営しており、仕事が忙しいという理由で練習に参加せず、練習への参加を求めるコーチと仲違いして代表から降りた。しかし、オーストラリアのコーチであったスティーブ・デソビッチによりオーストラリアの代表への誘いを受け、オーストラリアへ移住し市民権を獲得し、オーストラリアの代表として2003-2004シーズンよりワールドカップに再び参戦する。復帰初年度のシーズンは総合18位に終わる。
2004-2005シーズンは2位を2度獲得するなど幾度も上位の成績を納め、総合成績で2位に入る。2005年フリースタイルスキー世界選手権では上位3名が0.15ポイント差という接戦だった。僅かに及ばず優勝はならなかったが、銅メダルを獲得した。
2005-2006シーズンのワールドカップは第2戦でワールドカップ初優勝を果たすと快進撃が始まり、11戦で6勝（表彰台は11戦中8回）。最終的には2位に300ポイント以上の大差をつける圧倒的な強さで、ワールドカップモーグル総合優勝を達成した。また、2006年トリノオリンピックにも出場。ミッコ・ロンカイネンを0.15ポイントの僅差で破って優勝。金メダルを獲得した。
2006-2007シーズンのワールドカップは初戦から優勝で飾り、10戦6勝（表彰台は10戦中7回）と2位に300ポイント近い大差をつけて前年同様の圧勝で2連覇を果たし、デュアルモーグルも3戦2勝で総合優勝してデュアルとシングルでの2冠を達成した。さらに同年のオーバーオール総合優勝も手にしている。2007年フリースタイルスキー世界選手権ではピエール＝アレキサンダー・ルソーに破れ、モーグルでの優勝はならず銀メダルだったが、デュアルモーグルでは優勝し、金メダルを獲得した。
2007-2008シーズンのワールドカップは10戦3勝（表彰台は10戦中5回）。2005-2006や2006-2007シーズンのような圧勝とはならなかったが、それでも第9戦終了時点で2位と100ポイント以上の差を付け、最終戦を待たずして優勝を決め、エドガー・グロスピロンに次いで史上2人目となるワールドカップ3連覇達成した。2008-2009シーズンのワールドカップは史上初となる4連覇が期待されていたが、怪我により5戦目以降を欠場するという形で幕を閉じた。また、2009年フリースタイルスキー世界選手権も同様に欠場している。
2004-2005シーズンの総合2位、2005年の世界選手権の銅、2005-2006シーズンの総合優勝、2006年のオリンピックの金、2007年の世界選手権の金などは当時のオーストラリアのモーグル選手としては初であり、モーグルの世界3大大会ともいえるワールドカップ、世界選手権、オリンピックで獲得していないタイトルは世界選手権のシングルモーグルだけである。

## 主な成績

### ノースアメリカカップ
- 1996-1997シーズン　2戦出場、最高位シングル24位、デュアル17位
- 1997-1998シーズン　4戦出場、最高位シングル29位、デュアル33位
- 1998-1999シーズン　3戦出場、最高位シングル43位、デュアル33位

### オーストラリアンニュージーランドカップ
- 2004年　3戦2勝
  - 第1戦ペリッシャーブルー（オーストラリア）シングル優勝、第2戦ペリッシャーブルー（オーストラリア）シングル優勝
- 2005年　3戦2勝
  - 第2戦ペリッシャーブルー（オーストラリア）シングル優勝、第3戦マウントブラー（オーストラリア）デュアル優勝

### ワールドカップ

#### 戦績表
| シーズン  | シングル | シングル | シングル | シングル | シングル | シングル | デュアル | デュアル | デュアル | デュアル | デュアル | デュアル | シングル デュアル 統合成績 | オーバーオール 総合成績 |
| シーズン  | 大会数   | 出場数   | 1位      | 2位      | 3位      | 総合成績 | 大会数   | 出場数   | 1位      | 2位      | 3位      | 総合成績 | シングル デュアル 統合成績 | オーバーオール 総合成績 |
| --------- | -------- | -------- | -------- | -------- | -------- | -------- | -------- | -------- | -------- | -------- | -------- | -------- | -------------------------- | ----------------------- |
| 2000-2001 | 7戦      | 2戦      | 最高18位 | 最高18位 | 最高18位 | 41位     | 1戦      | 0戦      |          |          |          | -        | -                          | 77位                    |
| 2003-2004 | 11戦     | 8戦      | 最高6位  | 最高6位  | 最高6位  | -        | 3戦      | 3戦      | 最高15位 | 最高15位 | 最高15位 | -        | 18位                       | 75位                    |
| 2004-2005 | 8戦      | 8戦      |          | 1回      | 1回      | -        | 3戦      | 3戦      |          | 1回      |          | -        | 2位                        | 7位                     |
| 2005-2006 | 11戦     | 11戦     | 6回      | 1回      | 1回      | 優勝     |          |          |          |          |          |          | -                          | 2位                     |
| 2006-2007 | 7戦      | 7戦      | 4回      |          | 1回      | -        | 3戦      | 3戦      | 2回      |          |          | 優勝     | 優勝                       | 優勝                    |
| 2007-2008 | 7戦      | 7戦      | 3回      | 1回      |          | -        | 3戦      | 3戦      |          | 1回      |          | -        | 優勝                       | 3位                     |
| 2008-2009 | 5戦      | 3戦      | 最高5位  | 最高5位  | 最高5位  | -        | 4戦      | 1戦      | 最高10位 | 最高10位 | 最高10位 | -        | 18位                       | 58位                    |
| 通算成績  | -        | 46戦     | 13回     | 3回      | 3回      | -        | -        | 13戦     | 2回      | 2回      |          | -        | -                          | -                       |

#### 優勝歴
- 2005-2006シーズン
  - 第2戦オーベルストドルフ（ドイツ）優勝、第5戦レークプラシッド（アメリカ）優勝、第6戦レークプラシッド（アメリカ）優勝、第7戦マドンナ・ディ・カンピーリオ（イタリア）優勝、第9戦ジサンフォレストリゾート（韓国）優勝、第11戦エイペックス（カナダ）優勝
- 2006-2007シーズン
  - 第1戦モンガブリエル（カナダ）シングル優勝、第5戦ラプラーニュ（フランス）デュアル優勝、第7戦猪苗代（日本）デュアル優勝、第8戦エイペックス（カナダ）シングル優勝、第9戦ボス（ノルウェー）シングル優勝、第10戦ボス（ノルウェー）シングル優勝
- 2007-2008シーズン
  - 第3戦レークプラシッド（アメリカ）シングル優勝、第6戦猪苗代（日本）シングル優勝、第8戦オーレ（スウェーデン）シングル優勝

### 世界選手権
- 2005年ルカ大会
  - シングル3位
  - デュアル5位
- 2007年マドンナ・ディ・カンピーリオ大会
  - シングル2位
  - デュアル優勝

### オリンピック
- 2006年トリノオリンピック優勝